# Pansergrav
En pansergrav er en bred og dyb grav i terrænet på tværs af fjendens formodede fremrykningsretning. Gravens profil søges dimensioneret således, at kampvogne vil have svært ved at passere graven, navnlig at komme op igen på den anden side. Herved kan fremrykning med brug af kampvogne sinkes eller kampvognsangreb kan begrænses til at finde sted på særligt befæstede steder, hvor f.eks. en vej er spærret af tjekkiske pindsvin eller andre flytbare barrierer og dækket af antitank-skyts. Pansergrave omkranser gerne befæstede positioner.  
| Militær | Spire Denne artikel om militær er en spire som bør udbygges. Du er velkommen til at hjælpe Wikipedia ved at udvide den. |